# Шлемов, Фёдор Степанович
Фёдор Степанович Шлемов (1914—2002) — учёный в области прочности и боевой защиты кораблей, педагог, доктор технических наук, профессор, заслуженный деятель науки и техники РФ, капитан 1 ранга.

## Биография
Родился 30 января 1914 года[по какому календарю?] в поселении при заводе «Пороги» в Оренбургской губернии, ныне Саткинский район Челябинской области.
В 1941 году окончил Высшее военно-морское инженерное училище им. Ф. Э. Дзержинского.
Участник Великой Отечественной войны. В годы войны служил в техническом отделе Черноморского Флота.
В 1947 году окончил Военно-морскую академию.
Около 40 лет работал в Центральном научно-исследовательском институте военного кораблестроения. Участник разработки принципов, критериев и эффективных методов оптимизации систем конструктивной защиты кораблей от воздействия взрывов. Неоднократно участвовал в натурных испытаниях воздействия атомного оружия на корабли. Был в составе комиссии первого подводного испытания ядерного оружия — 21 сентября 1955 года в бухте Чёрная Новой Земли на глубине 12 метров была взорвана ядерная часть торпеды Т-5. Участвовал там же в испытаниях торпеды Т-5 в 1957 году, в крупномасштабных и натурных испытаниях конструктивной защиты кораблей 1977—1982 годов.
В 1969 году защитил докторскую диссертацию, в 1972 году стал профессором.
В 80-е годы XX века, по совместительству читал лекции на кораблестроительном факультете Военно-морской академии.
В 1995 году получил почётное звание Заслуженный деятель науки и техники РФ.
Умер в 2002 году в Санкт-Петербурге. Похоронен на Волковском православном кладбище.

## Публикации
- Шлемов Ф. С. Строительная механика надводного корабля (1956)
- Шлемов Ф. С. Требования противоатомной защиты кораблей (1960)
- Шлемов Ф.С. Новая система бортовой подводной защиты надводных кораблей (1982)
- Шлемов Ф. С. Записки корабельного инженера. Обеспечение прочности и боевой защиты кораблей ВМФ в отечественном кораблестроении за 50 лет (1945—1995 гг.) / Воен.-мор. акад. им. Н. Г. Кузнецова. — СПб.: СПМБМ «Малахит», 1997. — 113 с., ил.

## Награды
- Орден Красного Знамени
- Орден Трудового Красного Знамени
- Орден «Знак Почёта»
- Орден Отечественной войны 2-й степени
- Орден Отечественной войны 1-й степени
- Орден Красной Звезды (трижды)
- Медали «За отвагу», «За боевые заслуги» и другие[2].

## Память
- В 2004 году именем Шлемова Фёдора Степановича названа аудитория Военно-морского инженерного института (с 2012 года Военно-морской политехнический институт в Пушкине Ленинградской области).

## Семья
- Сын — Шлемов Анатолий Фёдорович (1949—2018), начальник управления кораблестроения ВМФ с 1998 года, вице-адмирал.
- Сын — Шлемов Юрий Фёдорович (1955-2023), начальник лаборатории – заместитель начальника отделения, член Ученого совета ФГУП «Крыловский государственный научный центр», кандидат технических наук.